# نوک‌قیفی گوش‌سفید
نوک‌قیفی گوش‌سفید (نام علمی: Conirostrum leucogenys) نام یک گونه از سرده نوک‌قیفی است.